# Pseudostonopa
Pseudostonopa is een geslacht van kevers uit de familie bladkevers (Chrysomelidae).
De wetenschappelijke naam van het geslacht werd in 1903 gepubliceerd door Martin Jacoby.

## Soorten
- Pseudostonopa fulviventris Kimoto, 2004